# Кусень Богдан Семенович
Богдан Семенович Кусень (нар. 22 липня 1939, с. Ценів, нині Козівського району Тернопільської області) — український громадський діяч, літератор. Почесний член Всеукраїнського товариства «Просвіта» ім. Т. Шевченка (1998). Член НСЖУ (1999). Премія імені Братів Лепких (1997).

## Життєпис
Закінчив історичний факультет Львівського університету (1967, нині національний університет).
Працював учителем у родинному селі, від 1969 — в Тернополі: художник-оформлювач у виробничих майстернях Художнього фонду, викладач історії в Тернопільському інституті народного господарства (нині ТНЕУ), директор станції юних техніків, згодом очолював Тернопільський обласний художньо-виробничий комбінат.
Засновник і голова Тернопільського обласного літературно-просвітницького товариства ім. Б. Лепкого, секретар ради з присудження премії імені Братів Богдана та Левка Лепких. Видає і популяризує творчу спадщину Левка і Богдана Лепких.

## Доробок
Автор збірки поезій «Небокрай дитинства» (1998), низки публікацій у періодичних виданнях краю, статей у «Тернопільському енциклопедичному словнику».